# Ischnocnemis glabra
Ischnocnemis glabra là một loài bọ cánh cứng trong họ Cerambycidae.